# Advanced Access Content System
Advanced Access Content System är en teknik med vars hjälp innehållet på en HD-DVD- och Blu-ray-skiva skyddas mot kopiering. Föregångaren var CSS-teknologin som skyddar DVD-skivor från kopiering.